# 圖像小說
圖像小說（英語：Graphic novel），又譯「視覺文學」，是一種利用漫畫表現手法進行創作，並且集結成書的作品，主要目標受眾為成人讀者。在當今西方漫畫創作界中，這個名詞通常隱含著內容更複雜、更有企圖心的意涵，想要和傳統針對兒童創作的漫畫做出區隔。
《鼠族》在1992年以漫畫形式首度普立茲獎，2000年後《我在伊朗長大》（直譯《波斯波利斯》）在西方世界狂銷，讓「圖像小說」這個名詞進入出版主流市場。美國圖像小說家艾莉森·貝克德爾以《悲喜交家》（或譯《歡樂之家》）橫掃眾多同志與傳記文學獎，並因突破性的敘事成就，與人權律師、科學家等並列榮獲2014年麥克阿瑟基金會傑出表揚。如今全球許多國家的文學獎助，都開始補助圖像小說。全球文學節紛紛邀請圖像小說的創作者與會，更是前所未見的新現象。
德國重要圖像小說出版社「Reprodukt」創辦人德克·雷姆（Dirk Rehm）說：「圖像小說這個詞對行銷有具體幫助。現在德國有些成人讀者甚至會說我看圖像小說，不看漫畫。」這就像同樣讀小說，卻有明確的讀者區隔，來滿足不同的需求。圖像小說的讀者比較接近文字書讀者，而非娛樂性的漫畫讀者。如今，柏林國際文學節邀請圖像小說作者與會，圖像小說作品《藍色是最溫暖的顏色》改編電影奪下坎城金棕櫚大獎；《歡樂之家》（Fun Home: A Family Tragicomic）叫好叫座的改編百老匯歌舞劇，甚至舉辦了學術研討會；而東京世田谷文學館於2015年舉辦漫畫家／圖像小說作者岡崎京子特展......。從這些現象我們也可看到同為廣義的漫畫，其定位卻截然不同。
2000年後，從《吉米·科瑞根》、《我在伊朗長大》到《悲喜交家》，圖像小說類陸續出現叫好叫座的代表作品，進而帶動主流閱讀市場，並在世界出版不景氣之下逆勢成長。德、英、荷、加等圖像小說類的市場小國，如雨後春筍陸續成立新銳圖像小說出版社，而英美正規大型文學出版社也都開始投入經營。甚至日本漫畫作品翻譯到海外，只要目標為成人讀者，文學藝術性強烈，也都被歸類到圖像小說的分類當中，譬如妖怪大師水木茂，或者法國銷量比日本更高的國際大家谷口治郎。

## 定義
根據韋伯字典的定義，圖像小說為「以漫畫形式呈現並出版成書的虛構故事」，但這個詞彙並沒有非常明確的定義，在許多圖書館或書店中，也常把不構成連續故事的漫畫書集、精選輯、或是內容鬆散連結性不高的作品集，甚或是非虛構類的作品列入圖像小說區。此術語有時也被定義為獨立故事的漫畫作品，用來與長期連載的漫畫區分。
在歐洲，雨果·普拉特的《鹹海的悲歌》（1967）、圭多·布澤利的《醜人的反叛》（1967）、艾爾吉的《丁丁歷險記》（1929）等等原創長篇故事，以及漫畫合集，自19世紀末以來通常以精裝本形式出版，這種形式常被稱為精選輯，這些漫畫合集也常被視為圖像小說的一種。

## 歷史
50年代的美國相當保守。政治上，麥卡錫利用反共的名義，剷除異己、推行白色恐怖，自由解放被當成威脅社會安定的毒瘤。這股緊繃的氣氛延伸到立法機關，官員聽信保守派心理學家的說法，覺得電視和漫畫毒害青少年影響社會風氣。1954年，《漫畫自律法》（Comic Code Authority）正式推行，此後所有漫畫出版品都必須接受美國漫畫雜誌出版商協會審查，否則不得在市面上流通。這項自律法的內容非常耐人尋味，譬如：規定黑人不得擔任主角，警察在故事中不得被畫為反派，非正常性行為（如同性愛）不得出現在漫畫內容當中等等。從同志議題、性自主到政治參與，「兒童不宜」這個標籤，變成種族歧視、性別歧視和鞏固國家暴力的工具，進而直接干預言論自由。
隨著60年代反戰、性別平權、消弭種族歧視等等運動興起，年輕世代開始利用自己熟悉的表現方式衝撞當權主流。漫畫就像搖滾樂，透過年輕人熟悉並喜愛的表現形式，開始和社會對話。既然不能正式出版，英美的漫畫家們把comics改成comiX，自己把自己標上限制級的「X」，進行地下獨立出版，正面挑戰保守價值觀。與此同時，日本也出現相似的運動，反美、反戰還有左翼思潮結合在一起，學運學生高喊標語，一手高舉國際新聞雜誌，一手高舉漫畫刊物。就像電影有新浪潮一樣，漫畫就在這時出現自己的新浪潮，開始席捲全世界。
戰後嬰兒潮在這股社會變遷中，扮演相當重要的角色。一方面，創作者和讀者一起長大，不再想要只是畫騙小孩的囡仔冊，希望透過自己的畫筆和世界對話。另一方面，創作題材也跟著社會關懷的方向一同解放，不再侷限於冒險、愛情與英雄，同時也可以描繪絕望、社會黑暗、複雜人性或者價值衝突。1964年，長井勝一在日本創辦漫畫雜誌《GARO》，吸引安西水丸（插畫家）、系井重里（廣告創意總監）、鶴見俊輔（當代重要哲學家）、鈴木清順（藝術電影大導）等文化人投入，廣受學運時代支持。美國發展到80年代，漫畫家Art Spiegleman不僅創辦前衛漫畫藝文雜誌《RAW》，更以《Maus》這部動物擬人化作品，描繪父母逃離納粹大屠殺的個人經驗，首度以漫畫奪下普立茲獎。
為了區隔自己畫的東西和過往以兒童為主要讀者群的「漫畫／Comics」不同，東西方漫畫界先後發明「劇畫」、「萬畫」、「BD Novel」、「Illustories」、「Picto-Fiction」「Sequential Art」等各式各樣的名詞作區隔。如今一般傾向用「動畫」（animation）而非「卡通」（cartoon）來描述影像類的繪製作品，正是為了擺脫稚氣，包容更廣的藝術概念與表現形式。在發展50年後，「圖像小說」（Graphic Novel）已經成為一個普遍的專門文類。
亞洲的漫畫出版近年來也跟隨西方的漫畫出版風潮，將「圖像小說」的概念引入。如日本主流出版社改用「青年漫畫」「女性漫畫」指稱成人閱讀的漫畫作品，或直接因應三十歲到五十歲的目標讀者群創辦漫畫雜誌。當日本漫畫作品翻譯到世界各國時，外國出版社也都會依據作品的文學藝術性作區隔，把手塚治虫、谷口治郎等重新包裝定位成圖像小說。台灣亦有部分出版社發行圖像小說雜誌，來推廣圖像小說這個文學藝術形式，如《Zigma》、《G-Papers》等。

## 與漫畫的定位差異
漫畫與圖像小說的定位區隔與差異，在一般書店表現非常明顯。在美國，這個文類還有另一個意義，因為一般所謂的「comic books」指稱的是輕薄的漫畫期刊，普遍規格約30頁，只能進入雜誌通路在書報攤販售，不被當成真正的書。北美過去的「comic books」會四五冊集結成稍有厚度的合訂本（Trade Paper Back: TPB）。然而兩到三本合訂本才會集結成書的厚度。這種定義上的差異促使一般書店完全不會販賣「comic books」，只會販賣集結成書的「圖像小說」。在圖像小說出現之前，美國並沒有漫畫「書」的概念。如今，輕薄廉價的漫畫只會在書報攤和漫畫專賣店販售，不可能出現在一般書店。一般藝文、社科等人文書店可能完全不進青少年漫畫，但是卻普遍擁有圖像小說專區。從舊金山跨世代文藝詩人獨立書店「City Lights Bookstore」，到倫敦大型獨立書店「Foyles」，均可看到圖像小說以獨立專區陳設在純文學、類型小說與藝術設計之間，櫃位連年擴大，甚至占滿整面牆。

## 用詞爭議
部分漫畫界人士認為圖像小說一詞沒有存在必要性，或是認為此稱呼已被商業利益給綁架侵蝕。《守護者》的作者艾倫·摩爾認為：
「這就只是一個行銷用語......我對這個詞根本沒有任何歸屬感，『漫畫』一詞對我而言就已經夠用了......問題在於，現在的『圖像小說』根本就只是某種『昂貴的漫畫書』而已，漫威漫畫或DC漫畫那些人，單純覺得『圖像小說』這個詞比較吸睛，所以把近期出版的隨便六期垃圾集結成書，貼上一個光鮮亮麗的封面，稱之為《女浩克》圖像小說，這就是你買到手的東西。」
美國文化評論家葛倫·威爾登亦認為：
「現在是廢除『圖像小說』或是『連環藝術畫』這種術語的最好時機，這些術語根本就只是在對其他不相干的藝術形式搭便車。更何況，這兩種術語之所以會出現，就只是為了遮羞與辯解，所以兩者都散發出一種絕望的感覺，渴望著能獲得人們的接納。忘掉它們，就稱呼他們『漫畫』（Comics）吧。」
作家丹尼爾·雷本寫道：「我對這個新詞嗤之以鼻，首先是因為它那種缺乏安全感的自命不凡——就像是藝文界版本的把收垃圾的稱呼為『衛生工程師』——再來，『圖像小說』的確不是單期薄本漫畫或是漫畫雜誌，但它實際上，就是自己羞於承認的東西：一本漫畫書。」
英國奇幻作家尼爾·蓋曼，對那些宣稱他不寫漫畫書，只寫圖像小說的人回應：「我想這大概是一種讚美，但突然間，我覺得自己其實就只是被告知『妳不是妓女，妳是個夜間女郎。』」
如同許多發展中的概念，這個專有名詞至今還是充滿爭議，並沒有非常嚴謹的定義，即使在西方世界，在不同的圈子我們也會看到不同的用法。學術圈、圖像小說出版社、帶有文藝傾向的漫畫創作者認為這個名詞有助於進行讀者區隔，然而並非每個作者都接受自己被貼上這樣的標籤。
《Bone》創作者傑夫·史密斯在回應作家道格拉斯·沃克有關於圖像小說與漫畫書的區別是「裝訂」的玩笑時，他表示：「我有點喜歡這個回答。因為『圖像小說』......我不喜歡這個名字。它有點太刻意了。它就是漫畫書。但是有一個區別。這個區別在於，圖像小說是一本小說，意思是它有一個開頭、中間和結尾。」《泰晤士報》作家賈爾斯·科倫說：「稱它們為圖像小說是在假設小說在某種程度上比漫畫書『更高級』，並認定只有當它們被認為是一種小說時，才能被理解為一種藝術形式。」
另有部分漫畫家創造了自己的術語來描述自己的長篇漫畫故事。丹尼爾·克洛斯的《Ice Haven》（2001）封面將這本書稱為「連環漫畫小說」，克洛斯指出他「從來不認為『漫畫』這個詞有什麼不對」。克雷格·湯普森的《Blankets》的封面稱其為「插畫小說」。

## 參看
- 藝術家的書（英语：Artist's book）
- 拼貼小說（英语：Collage novel）
- 漫畫研究（英语：Comics studies）
- 非虛構漫畫（英语：Non-fiction comics）
- 獲獎的圖像小說名單（英语：List of award-winning graphic novels）